# Stazione di Massalombarda
Stazione di Massalombarda vasútállomás Olaszországban, Massa Lombarda településen.

## Vasútvonalak
Az állomást az alábbi vasútvonalak érintik:
- Faenza–Lavezzola-vasútvonal

## Kapcsolódó állomások
A vasútállomáshoz az alábbi állomások vannak a legközelebb:
- Stazione di San Patrizio (Stazione di Lavezzola, Lavezzola-Lugo railway)
- Stazione di Sant'Agata sul Santerno (Stazione di Lugo, Lavezzola-Lugo railway)